# AL-KO
La société AL-KO Kober SE ici dénommée Al-Ko est un groupe industriel basé à Kötz, fondé en 1931, qui exerce ses activités dans les secteurs automobile, jardinerie et traitement de l'air. Dans le monde, elle compte une cinquantaine d'établissements et 4 200 emplois. En 2014, elle avait généré 640 millions d'euros.

## Historique
En 1931, Alois Kober (1908-1996) fonda la société comme atelier de forgeron à Kötz. En 1952, la production de leviers de freins de stationnement pour automobiles a commencé. Dans les trois ans, la production de tondeuses à gazon, d'essieux et de châssis pour remorques commence. En 1958 est créée la première filiale et  les enfants Kurt (1936-2015), Willy et Herbert Kober (de) ont rejoint la société. En 1975, l'activité dans le domaine du traitement de l'air commence. À partir du 1er janvier 1987, la société devient "AL-KO KOBER AG". Le 23 mai 2013, la société devient européenne avec la signature "AL-KO KOBER SE". En 2014, l'entreprise acquiert la division scies à chaîne et des pièces de rechange pour les tondeuses à gazon de la société Solo Kleinmotoren GmbH.

## Groupe et activités

### Alois Kober GmbH
Dans le secteur des véhicules automobiles, AL-KO fabrique des caravanes, des châssis, des crochets de remorque, des antidérapants électriques. Les plastiques AL-KO, tels que produits par la division Automotive und Industriekomponenten, sont également contrôlés par Alois Kober GmbH.

### AL-KO Geräte GmbH
La division de jardinage produit des tondeuses à gazon, de petits tracteurs, des tronçonneuses et des pompes.

### AL-KO Therm GmbH
Dans le traitement de l'air, AL-KO fabrique des systèmes de climatisation modulaires. Des aspirateurs sont également produits.

## Établissements en Europe
Al-Ko dispose de huit bureaux en Allemagne: 
- Kötz (siège, Garten + Hobby, recherche et développement automobile)
- Kötz (centre clients sud, remorques)
- Ettenbeuren (AMC-Chassis)
- Ichenhausen (Matière plastique)
- Jettingen-Scheppach (Traitement de l'air)
- Lutherstadt Wittenberg (Traitement de l'air)
- Neukirchen-Vörden (Centre de clientèle nord)
- Rossau OT Seifersbach (Traitement par vibrations)
- Louhans France (Chassis, essieux, suspensions)

En Italie, Al-Ko possède un centre clientèle depuis 1970 : Vandoies (Sud Tyrol, Italie).